# National Bank Open 2024
National Bank Open presented by Rogers 2024, známý jako Canada Masters 2024 či Canadian Open 2024 a v mužské části Omnium National Bank 2024, byl tenisový turnaj na profesionálním okruhu mužů ATP Tour a žen WTA Tour, hraný na otevřených dvorcích s tvrdým povrchem. 134. ročník mužského a 122. ženského Canada Masters probíhal mezi 6. a 12. srpnem 2024 ve dvou kanadských velkoměstech Montréalu a Torontu jako součást letní severoamerické sezóny na betonech US Open Series.
Mužský turnaj dotovaný 8 122 428 americkými dolary se konal v montréalském areálu s centrkurtem IGA Stadium a patřil do kategorie ATP Masters 1000. Ženská část s rozpočtem 3 211 715 dolarů se odehrávala v torontském areálu Sobeys Stadium. Na túře WTA se řadila do kategorie WTA 1000. Nejvýše nasazenými singlisty se stali první muž žebříčku Jannik Sinner z Itálie a – po odhlášení Świątekové – americká světová dvojka Coco Gauffová. Jako poslední přímí účastníci do dvouher nastoupili italský 54. hráč žebříčku Lorenzo Sonego a 44. žena klasifikace Magda Linetteová z Polska. V důsledku invaze Ruska na Ukrajinu na konci února 2022 řídící organizace tenisu ATP, WTA a ITF s grandslamy rozhodly, že ruští a běloruští tenisté mohli dále na okruzích startovat, ale do odvolání nikoli pod vlajkami Ruska a Běloruska.
Třetí singlový titul na okruhu ATP Tour vybojoval 25letý Alexei Popyrin. Stal se tak prvním australským vítězem Mastersu od Hewitta na Indian Wells Masters 2003. Jako 62. hráč žebříčku představoval druhého nejníže postaveného šampiona Canadian Open, po triumfu 95. muže klasifikace Mikaela Pernforse v roce 1993. Bodový zisk jej poprvé posunul do Top 30. Čtyřhru ovládly světové jedničky, Španěl Marcel Granollers s Argentincem Horaciem Zeballosem, čímž navázaly na montréalský titul z roku 2019 a získaly jubilejní desátou společnou trofej. Jako první od Hingisové v roce 2000, vítězství v ženské dvouhře obhájila Američanka Jessica Pegulaová. Šestá kariérní trofej na okruhu WTA Tour pro ni znamenala třetí výhru v úrovni WTA 1000. Ve čtyřhře WTA poprvé spolu triumfovaly její krajanky Caroline Dolehideová s Desirae Krawczykovou.

## Rozdělení bodů a finančních odměn

### Rozdělení bodů
| Soutěž       | Soutěž       | vítězové | finalisté | semifinalisté | čtvrtfinalisté | 16 v kole | 32 v kole | 56 v kole | Q  | Q2 | Q1 |
| ------------ | ------------ | -------- | --------- | ------------- | -------------- | --------- | --------- | --------- | -- | -- | -- |
| dvouhra mužů | [ 3 ]        | 1 000    | 650       | 400           | 200            | 100       | 50        | 10        | 30 | 16 | 0  |
| čtyřhra mužů | [ 9 ]        | 1 000    | 600       | 360           | 180            | 90        | 0         | —         | —  | —  | —  |
| dvouhra žen  | [ 2 ] [ 10 ] | 1 000    | 650       | 390           | 215            | 120       | 65        | 10        | 30 | 20 | 2  |
| čtyřhra žen  | [ 11 ]       | 1 000    | 650       | 390           | 215            | 120       | 10        | —         | —  | —  | —  |

### Finanční odměny
| Soutěž                                  | Soutěž       | vítězové    | finalisté | semifinalisté | čtvrtfinalisté | 16 v kole | 32 v kole | 56 v kole | Q2       | Q1      |
| --------------------------------------- | ------------ | ----------- | --------- | ------------- | -------------- | --------- | --------- | --------- | -------- | ------- |
| dvouhra mužů                            | [ 3 ] [ 12 ] | 1 049 460 $ | 573 090 $ | 313 395 $     | 170 940 $      | 91 435 $  | 49 030 $  | 27 165 $  | 13 915 $ | 7 080 $ |
| čtyřhra mužů                            | [ 9 ]        | 322 000 $   | 174 920 $ | 96 090 $      | 53 010 $       | 29 140 $  | 15 910 $  | —         | —        | —       |
| dvouhra žen                             | [ 2 ] [ 10 ] | 523 485 $   | 308 320 $ | 159 944 $     | 72 965 $       | 36 454 $  | 20 650 $  | 14 800 $  | 8 800 $  | 4 610 $ |
| čtyřhra žen                             | [ 11 ]       | 154 160 $   | 86 710 $  | 46 570 $      | 24 090 $       | 13 650 $  | 9 100 $   | —         | —        | —       |
| částky ve čtyřhrách jsou uvedeny na pár |              |             |           |               |                |           |           |           |          |         |

## Dvouhra mužů

### Nasazení
| Stát                             | Hráč                  | ATP | Nasazení |
| -------------------------------- | --------------------- | --- | -------- |
| Itálie                           | Jannik Sinner         | 1.  | 1.       |
| Německo                          | Alexander Zverev      | 4.  | 2.       |
|                                  | Daniil Medveděv       | 5.  | 3.       |
| Polsko                           | Hubert Hurkacz        | 6.  | 4.       |
|                                  | Andrej Rubljov        | 8.  | 5.       |
| Norsko                           | Casper Ruud           | 9.  | 6.       |
| Bulharsko                        | Grigor Dimitrov       | 10. | 7.       |
| Řecko                            | Stefanos Tsitsipas    | 11. | 8.       |
| USA                              | Taylor Fritz          | 13. | 9.       |
| USA                              | Tommy Paul            | 12. | 10.      |
| USA                              | Ben Shelton           | 14. | 11.      |
| Francie                          | Ugo Humbert           | 15. | 12.      |
| Dánsko                           | Holger Rune           | 17. | 13.      |
| Kanada                           | Félix Auger-Aliassime | 19. | 14.      |
| Chile                            | Alejandro Tabilo      | 21. | 15.      |
|                                  | Karen Chačanov        | 22. | 16.      |
| Žebříček ATP k 29. červenci 2024 |                       |     |          |

### Jiné formy účasti

#### Divoké karty
- Gabriel Diallo
- Vasek Pospisil
- Milos Raonic
- Denis Shapovalov

#### Žebříčková ochrana
- Pablo Carreño Busta
- Kei Nišikori

#### Kvalifikanti
Podrobnější informace naleznete v článkové sekci Kvalifikace.
- Mackenzie McDonald
- Arthur Rinderknech
- Thanasi Kokkinakis
- Brandon Nakashima
- Taró Daniel
- Rinky Hijikata
- Borna Ćorić

##### Šťastní poražení
- Roberto Bautista Agut
- James Duckworth

### Odhlášení
- Carlos Alcaraz → nahradil jej  Flavio Cobolli
- Sebastián Báez → nahradil jej  Kei Nišikori
- Francisco Cerúndolo → nahradil jej  Alexei Popyrin
- Alex de Minaur → nahradil jej  Miomir Kecmanović
- Novak Djoković → nahradil jej Roman Safiullin
- Jiří Lehečka → nahradil jej  Marcos Giron
- Lorenzo Musetti → nahradil jej  Nuno Borges
- Cameron Norrie → nahradil jej  James Duckworth
- Milos Raonic → nahradil jej  Roberto Bautista Agut
- Jan-Lennard Struff → nahradil jej  Lorenzo Sonego
- Čang Č’-čen → nahradil jej  Pedro Martínez

## Mužská čtyřhra

### Nasazení
| Stát                                                                                      | Hráč              | Stát               | Hráč                   | ATP | Nasazení |
| ----------------------------------------------------------------------------------------- | ----------------- | ------------------ | ---------------------- | --- | -------- |
| Španělsko                                                                                 | Marcel Granollers | Argentina          | Horacio Zeballos       | 2.  | 1.       |
| Indie                                                                                     | Rohan Bopanna     | Austrálie          | Matthew Ebden          | 7.  | 2.       |
| USA                                                                                       | Rajeev Ram        | Spojené království | Joe Salisbury          | 11  | 3.       |
| Salvador                                                                                  | Marcelo Arévalo   | Chorvatsko         | Mate Pavić             | 15. | 4.       |
| Itálie                                                                                    | Simone Bolelli    | Itálie             | Andrea Vavassori       | 19. | 5.       |
| Mexiko                                                                                    | Santiago González | Francie            | Édouard Roger-Vasselin | 26. | 6.       |
| Argentina                                                                                 | Máximo González   | Argentina          | Andrés Molteni         | 28. | 7.       |
| Finsko                                                                                    | Harri Heliövaara  | Spojené království | Henry Patten           | 30. | 8.       |
| Spojené království                                                                        | Neal Skupski      | Nový Zéland        | Michael Venus          | 39. | 9.       |
| Německo                                                                                   | Kevin Krawietz    | Německo            | Tim Pütz               | 42. | 10.      |
| Chorvatsko                                                                                | Ivan Dodig        | Nizozemsko         | Jean-Julien Rojer      | 46. | 11.      |
| Austrálie                                                                                 | Max Purcell       | Austrálie          | Jordan Thompson        | 47. | 12.      |
| USA                                                                                       | Nathaniel Lammons | USA                | Jackson Withrow        | 56. | 13.      |
| Monako                                                                                    | Hugo Nys          | Polsko             | Jan Zieliński          | 61. | 14.      |
| Spojené království                                                                        | Lloyd Glasspool   | Chorvatsko         | Nikola Mektić          | 67. | 15.      |
| Belgie                                                                                    | Sander Gillé      | Belgie             | Joran Vliegen          | 70. | 16.      |
| Žebříček ATP k 29. červenci 2024; číslo je součtem žebříčkového postavení obou členů páru |                   |                    |                        |     |          |

### Jiné formy účasti

#### Divoké karty
- Félix Auger-Aliassime /  Alexis Galarneau
- Liam Draxl /  Benjamin Sigouin
- Vasek Pospisil /  Denis Shapovalov

### Odhlášení
- Sadio Doumbia /  Fabien Reboul → nahradili je  Nathaniel Lammons /  Jackson Withrow
- Wesley Koolhof /  Nikola Mektić → nahradili je  Lloyd Glasspool /  Nikola Mektić

## Ženská dvouhra

### Nasazení
| Stát                             | Hráčka                | WTA | Nasazení |
| -------------------------------- | --------------------- | --- | -------- |
| USA                              | Coco Gauffová         | 2.  | 1.       |
|                                  | Aryna Sabalenková     | 3.  | 2.       |
| USA                              | Jessica Pegulaová     | 6.  | 3.       |
| Lotyšsko                         | Jeļena Ostapenková    | 11. | 4.       |
|                                  | Darja Kasatkinová     | 12. | 5.       |
|                                  | Ljudmila Samsonovová  | 13. | 6.       |
| USA                              | Madison Keysová       | 14. | 7.       |
| USA                              | Emma Navarrová        | 15. | 8.       |
| Tunisko                          | Ons Džabúrová         | 16  | 9        |
|                                  | Anna Kalinská         | 17. | 10.      |
| Ukrajina                         | Marta Kosťuková       | 20. | 11.      |
|                                  | Viktoria Azarenková   | 19. | 12.      |
| Brazílie                         | Beatriz Haddad Maiová | 22. | 13.      |
|                                  | Diana Šnajderová      | 24. | 14.      |
| Kanada                           | Leylah Fernandezová   | 25. | 15.      |
| Ukrajina                         | Dajana Jastremská     | 27. | 16.      |
| Žebříček WTA k 29. červenci 2024 |                       |     |          |

### Jiné formy účasti

#### Divoké karty
- Bianca Andreescuová
- Rebecca Marinová
- Naomi Ósakaová
- Marina Stakusicová

#### Žebříčková ochrana
- Amanda Anisimovová
- Paula Badosová
- Shelby Rogersová
- Čang Šuaj

#### Kvalifikantky
Podrobnější informace naleznete v článkové sekci Kvalifikace.
- Katie Volynetsová
- Mojuka Učidžimová
- Greet Minnenová
- Wang Ja-fan
- Louisa Chiricová
- Erika Andrejevová
- Bernarda Peraová
- Ashlyn Kruegerová

##### Šťastné poražené
- Harriet Dartová
- Taylor Townsendová
- Nao Hibinová

### Odhlášení
- Jekatěrina Alexandrovová → nahradila ji  Cristina Bucșová
- Sorana Cîrsteaová → nahradila ji  Karolína Plíšková
- Danielle Collinsová → nahradila ji  Caroline Dolehideová
- Caroline Garciaová → nahradila ji  Shelby Rogersová
- Barbora Krejčíková → nahradila ji  Nao Hibinová
- Veronika Kuděrmetovová → nahradila ji  Viktorija Tomovová
- Karolína Muchová → nahradila ji  Clara Tausonová
- Linda Nosková → nahradila ji  Nadia Podoroská
- Jasmine Paoliniová → nahradila ji  Peyton Stearnsová
- Julia Putincevová → nahradila ji  Taylor Townsendová
- Jelena Rybakinová → nahradila ji  Sofia Keninová
- Maria Sakkariová → nahradila ji  Sloane Stephensová
- Kateřina Siniaková → nahradila ji  Amanda Anisimovová
- Iga Świąteková → nahradila ji  Magdalena Fręchová
- Donna Vekićová → nahradila ji  Lesja Curenková
- Markéta Vondroušová → nahradila ji Anna Blinkovová
- Wang Sin-jü → nahradila ji  Harriet Dartová
- Čeng Čchin-wen → nahradila ji  Tatjana Mariová

## Ženská čtyřhra

### Nasazení
| Stát                                                                                      | Hráčka               | Stát        | Hráčka                   | WTA | Nasazení |
| ----------------------------------------------------------------------------------------- | -------------------- | ----------- | ------------------------ | --- | -------- |
| Kanada                                                                                    | Gabriela Dabrowská   | Nový Zéland | Erin Routliffeová        | 4.  | 1.       |
| Ukrajina                                                                                  | Ljudmyla Kičenoková  | Lotyšsko    | Jeļena Ostapenková       | 31. | 2.       |
| USA                                                                                       | Caroline Dolehideová | USA         | Desirae Krawczyková      | 33. | 3.       |
| Belgie                                                                                    | Elise Mertensová     | USA         | Asia Muhammadová         | 36. | 4.       |
| Nizozemsko                                                                                | Demi Schuursová      | Brazílie    | Luisa Stefaniová         | 40. | 5.       |
| Norsko                                                                                    | Ulrikke Eikeriová    | Austrálie   | Ellen Perezová           | 40. | 6.       |
| USA                                                                                       | Sofia Keninová       | USA         | Bethanie Mattek-Sandsová | 60. | 7.       |
| Španělsko                                                                                 | Cristina Bucșová     | Čína        | Sü I-fan                 | 71. | 8.       |
| Žebříček WTA k 29. července 2024; číslo je součtem žebříčkového postavení obou členů páru |                      |             |                          |     |          |

### Jiné formy účasti

#### Divoké karty
- Ariana Arseneaultová /  Mia Kupresová
- Bianca Fernandezová /  Leylah Fernandezová
- Rebecca Marinová /  Marina Stakusicová

#### Náhradnice
- Chloé Paquetová /  Katie Volynetsová

### Odhlášení
- Rebecca Marinová /  Marina Stakusicová → nahradily je  Chloé Paquetová /  Katie Volynetsová

## Přehled finále

### Mužská dvouhra
- Alexei Popyrin vs.   Andrej Rubljov, 6–2, 6–4

### Ženská dvouhra
- Jessica Pegulaová vs.  Amanda Anisimovová, 6–3, 2–6, 6–1

### Mužská čtyřhra
- Marcel Granollers /  Horacio Zeballos vs.  Rajeev Ram /  Joe Salisbury, 6–2, 7–6(7–4)

### Ženská čtyřhra
- Caroline Dolehideová /  Desirae Krawczyková vs.  Gabriela Dabrowská /  Erin Routliffeová 7–6(7–2), 3–6, [10–7]